# Гимнастика на Летњим олимпијским играма 1896 — прескок за мушкарце
Прескок за мушкарце била је једна од осам гимнастичких дисциплина на програму Олимпијских игара 1896. Такмичење је одржано 9. априла на стадиону Панатинаико уз учешће 15 гимнастичара из пет земаља. Немци Шуман и Вајнгертнер су освојили злато односно бронзу, док је Швајцарац Луис Цутер заузео друго место.

## Земље учеснице
- Бугарска (1)
- Немачка (10)
- Мађарска (2)
- Шведска (1)
- Швајцарска (1)

## Победници
| Карл Шуман Немачка | Луис Цутер Швајцарска | Херман Вајнгертнер Немачка |

## Коначан пласман
| Место | Гимнастичар                |
| ----- | -------------------------- |
|       | Карл Шуман Немачка         |
|       | Луис Цутер Швајцарска      |
|       | Херман Вајнгертнер Немачка |
| -     | Конрад Бекер Немачка       |
| -     | Шарл Шампо Бугарска        |
| -     | Алфред Флатов Немачка      |
| -     | Густав Флатов Немачка      |
| -     | Георг Хилмар Немачка       |
| -     | Ђула Какаш Мађарска        |
| -     | Фриц Мантојфел Немачка     |
| -     | Карл Нојкирх Немачка       |
| -     | Рихард Рештел Немачка      |
| -     | Густав Шуфт Немачка        |
| -     | Хенрик Сјеберг Немачка     |
| -     | Десидеријус Вен Немачка    |